# Exmoor Zoo
Exmoor Zoo is een dierentuin in Exmoor, North Devon, Engeland. De dierentuin kwam voort uit Exmoor Bird Gardens, dat in 1982 op de plek van een boerderij werd geopend. De huidige eigenaren namen het over in 1993 en in de jaren daarna ontwikkelden ze het tot een grotere dierentuin die zich specialiseert in het natuurbehoud van kleinere dieren. Sinds 1995 is de dierentuin lid van de BIAZA en in 2018 werd het park lid van de EAZA.

## Geschiedenis
Exmoor Bird Gardens werd geopend op een terrein van 2,8 hectare in 1982, wat in 1985 werd uitgebreid tot een terrein van 4,9 hectare. Het werd verkocht in 1987, op het hoogtepunt van de markt, maar het had financiële moeilijkheden na zwarte maandag, waarna het in 1992 onder curatele werd gesteld. In april 1993 veranderde het park van eigenaar. De nieuwe eigenaren herstelden het park en voegden diersoorten. In mei 1993 werden 25 klauwaapjes en vier papegaaien gestolen.
De dierentuin startte met twee medewerkers en ongeveer 10.000 bezoekers. In 1995 werd de naam veranderd in Exmoor Animal & Bird Gardens en werd het park lid van de BIAZA. In 1997 werd de naam alweer veranderd in Exmoor Zoological Park, wat sindsdien werd ingekort tot het huidige Exmoor Zoo. Sinds 1997 werd het park verder uitgebreid en ontwikkeld, met meer focus op grotere dieren.
In 2003 werden het African Café, het reptielenhuis en de souvenirwinkel gebouwd, gevolgd door de verblijven voor jachtluipaarden en manenwolven in 2004. In 2006 werden de verblijven voor de brulapen en schildpadden gebouwd, waarna in 2007 het verblijf voor de Exmoor Beast volgde.

## Dieren
In Exmoor Zoo zijn verblijven voor 175 diersoorten. Velen hiervan zijn zeer zeldzaam, zoals fanaloka's, margays, roestkatten en Maleise bonte marters.

### Exmoor Beast
Een van de bekendste attracties van de dierentuin is het verblijf van de Exmoor Beast. Dit werd geopend in 2007 voor de melanistische panter Ebony. In 2009 volgde een mogelijke partner, Zoysa van Linton Zoo. Op 22 oktober 2020 overleed Ebony, gevolgd door Zoysa op 18 oktober 2022. In 2023 kwam er een nieuwe panter, Bagheera, naar het park vanuit Parijs.

### Zoogdieren
- Afrikaanse wilde hond
- Alpaca
- Ateles fusciceps rufiventris
- Azara's agoeti
- Bennettwallaby
- Bintoerong
- Boshond
- Bruinbehaard gordeldier
- Canis dingo hallstromi
- Capibara
- Caracal
- De Bruijnpademelon
- Dwergmangoest
- Europese wolf
- Fanaloka
- Goudkopleeuwaapje
- Goudwanggibbon
- Grijsgroen doodshoofdaapje
- Grijze reuzenkangoeroe
- Grootoorvos
- Honingdas
- Huiscavia
- Jachtluipaard
- Jaguarundi
- Karpatenlynx
- Kleine egeltenrek
- Laaglandtapir
- Langneuspotoroe
- Maleise bonte marter
- Manenwolf
- Mara
- Margay
- Nevelpanter
- Noord-Amerikaanse katfret
- Oerzon
- Penseelzwijn
- Poema
- Rendier
- Ringstaartmaki
- Roestkat
- Roodhandtamarin
- Serval
- Sitatoenga
- Stokstaartje
- Tayra
- Vari
- Veelvraat
- Vissende kat
- Withandgibbon
- Woestijnkat
- Zwarte brulaap
- Zwartstaartzilverzijdeaapje

### Vogels
- Afrikaanse nimmerzat
- Blauwbaardamazone
- Blauwkeelara
- Blauwkeelparkiet
- Bleeksnavelarassari
- Chinese kraanvogel
- Geelvleugelamazone
- Gierparelhoen
- Grijze kroonkraanvogel
- Helmparelhoen
- Jufferkraanvogel
- Kaapse ibis
- Kleine pelikaan
- Kuifeend
- Kwak
- Laplanduil
- Nandoe
- Noordelijke hoornraaf
- Ooievaar
- Orinocogans
- Palmgier
- Rode flamingo
- Rode ibis
- Rode lepelaar
- Roodhalsgans
- Roodsnavelkitta
- Schoenbekooievaar
- Witvleugelboseend

### Reptielen
- Boa constrictor
- Cuviers gladvoorhoofdkaaiman
- Gewone kousenbandslang
- Groene boompython
- Korenslang
- Neushoornleguaan
- Panterkameleon
- Pantherophis bairdi
- Reuzenskink van de Salomonseilanden
- Sporenschildpad
- Tokeh
- Tuinboa

### Amfibieën
- Bijengifkikker
- Dendrobates tinctorius
- Koraalteenboomkikker
- Reuzenpad

### Ongewervelden
- Achatina achatina
- Chileense vogelspin
- Sissende kakkerlak
- Trachyaretaon brueckneri

## Natuurbehoud
De dierentuin neemt deel aan meerdere internationale, Europese en nationale fokprogramma's en het park werkt samen met andere dierentuinen over de hele wereld om dieren uit te wisselen om ze zo tegen uitsterven te beschermen. De dierentuin staat bekend om zijn natuurbehoudswerk met klauwaapjes . Meer recent komt ook het succes met de langneuspotoroe en kleine roofdieren naar voren.

## In het nieuws
- In maart 2006 stalen dieven een aantal beschermde diersoorten. De hele groep van elf zwartoorpenseelaapjes, de enige fokgroep in het Verenigd Koninkrijk, werd gestolen. Daarnaast werden ook een paartje witgezichtoeistiti's, een paartje kaketoes en een paartje amazonepapegaaien meegenomen. Sindsdien zijn twee aapjes teruggevonden.[3]
- Als reactie op deze diefstal nam de dierentuin een paartje brulapen, Greeb en Wing, in de dierentuin, die acteerden als inbrekersalarm. De verzorgers hoopten dat de luidruchtige dieren de inbrekers zouden afschrikken.[4]
- In juni 2006 nestelde een familie merels in de kunstboom in het educatiecentrum, wat de aandacht trok van de bezoekers.[5] In 2006 werden er ook twee albinostinkdieren geboren.[6]

## Galerij

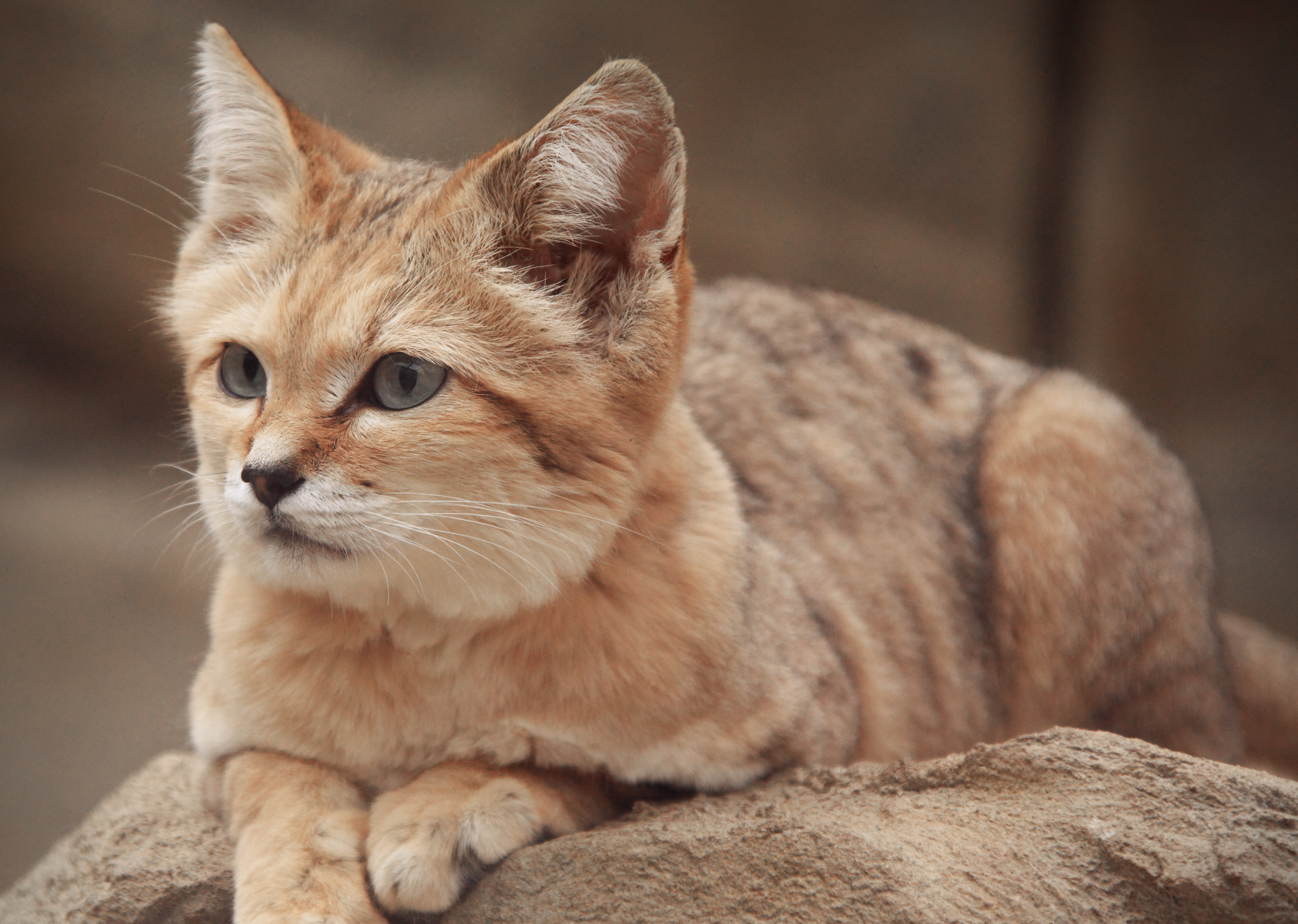
Woestijnkat in Exmoor Zoo
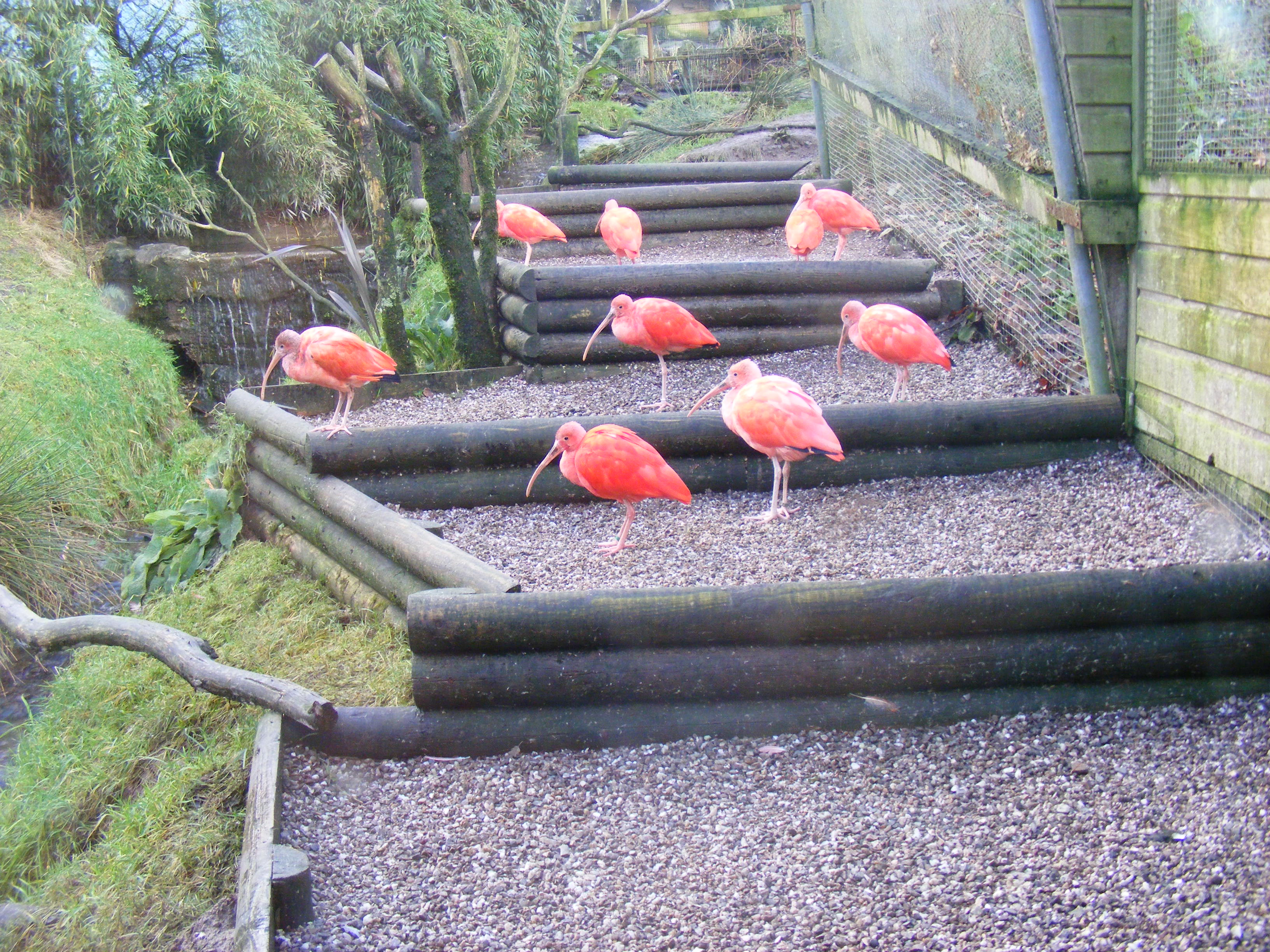
Rode ibissen in Exmoor Zoo